# Bascapè
Bascapè är en ort och kommun i provinsen Pavia i regionen Lombardiet i Italien. Kommunen hade 1 719 invånare (2018).